# Ilidža
Ilidža (in cirillico serbo Илиџа) è un comune della Federazione di Bosnia ed Erzegovina situato nel Cantone di Saraievo con 71.892 abitanti al censimento 2013. 
È situato nella periferia della capitale Saraievo.